# Namibian Cycling Federation
Die Namibian Cycling Federation (NCF) ist der Dachverband des Radsports in Namibia. Er wurde in den 1990er Jahren gegründet und hat seinen Sitz in der Hauptstadt Windhoek. Die NCF ist Mitglied der Confédération Africaine de Cyclisme (CAC) und der Union Cycliste Internationale (UCI).
Der Verband organisiert unter anderem die namibischen Radsportmeisterschaften.
Mitgliedsvereine sind (Stand 2019):
- Erongo Cycling Club
- Etameko Cycling Club
- Namibian Defence Force Club
- Physical Active Youth PAY
- Rock and Rut Mountain Bike Club
- Tsumeb Cycling Club
- Vertigo BMX Club
- Windhoek Pedal Power